# Habronattus geronimoi
Habronattus geronimoi är en spindelart som beskrevs av Griswold 1987. Habronattus geronimoi ingår i släktet Habronattus och familjen hoppspindlar. Inga underarter finns listade i Catalogue of Life.